# Stefan Brennsteiner
Stefan Brennsteiner, né le 3 octobre 1991 à Zell am See, est un skieur alpin autrichien. Il obtient le premier podium de sa carrière en Coupe du monde lors de la saison 2020-2021, le 27 février au slalom géant de Bansko : sa troisième place est le premier podium de l'Autriche dans la discipline depuis la retraite en 2019 de Marcel Hirscher.

## Carrière
Il commence sa carrière dans les compétitions de la FIS lors de l'hiver 2006-2007. Il apparaît pour la première fois dans une course en Coupe du monde en octobre 2012, à l'occasion du slalom géant de Sölden et marque ses premiers points en février 2014 à Saint-Moritz (23e). Il monte sur son premier podium de Coupe d'Europe en décembre 2015 au slalom géant de Trysil. 
Lors de la saison 2017-2018, il obtient une série de résultats en Coupe du monde qui lui permet de prendre part aux Jeux olympiques de Pyeongchang (trois top vingt). Il abandonne le slalom géant, étant victime d'une rupture des ligaments croisés. Forfait pour le reste de la saison, il se blessera encore au genou (la cinquième fois) en février 2021, touché au ménisque.
Après avoir obtenu son premiertop dix en Coupe du monde à Alta Badia, il fait ses débuts en championnat du monde en 2019, où il finit neuvième du slalom géant.
Le 27 février 2021, en terminant à la troisième place du slalom géant de Bansko, il offre à l'Autriche son premier podium dans la discipline depuis deux ans et la retraite de Marcel Hirscher. Quelques semaines plus tard, il est encore troisième en slalom géant à Kranjska Gora, avant de finir la saison au sixième rang du classement de la spécialité.

## Palmarès

### Jeux olympiques
| Édition / Épreuve   | Slalom géant | Team event |
| ------------------- | ------------ | ---------- |
| JO 2018 Pyeongchang | DNF          | -          |
| JO 2022 Pékin       | 27e          | Or         |

### Championnats du monde
| Édition / Épreuve      | Slalom géant |
| ---------------------- | ------------ |
| 2019 Åre               | 9e           |
| 2021 Cortina d'Ampezzo | DNF          |

### Coupe du monde
- Meilleur classement général : 28e en 2021.
- 4 podiums.
- 1 podium par équipes.

#### Classements
| Saison | Général | Slalom | Slalom géant | Super-G | Descente | Combiné |
| ------ | ------- | ------ | ------------ | ------- | -------- | ------- |
| 2014   | 129e    | —      | 46e          | —       | —        | —       |
| 2016   | 149e    | —      | 53e          | —       | —        | —       |
| 2018   | 80e     | —      | 25e          | —       | —        | —       |
| 2019   | 97e     | —      | 29e          | —       | —        | —       |
| 2020   | 120e    | —      | 34e          | —       | —        | —       |
| 2021   | 28e     | —      | 6e           | —       | —        | —       |

### Coupe d'Europe
- Vainqueur du classement du slalom géant en 2016.
- 11 podiums, dont 5 victoires (en slalom géant).